# Andy Kessler
Andy Kessler (Atenas, 11 de junho de 1961 – Montauk, 10 de agosto de 2009) foi um skatista grego naturalizado estadunidense. Pioneiro do skate em Nova Iorque nos anos 1970, Kessler foi um dos membros proeminentes do movimento The Soul Artists of Zoo York, criado junto a outros companheiros de modalidade nos anos 1980. Nos anos 1990, Kessler convenceu o Departamento de Parques de Nova Iorque a construir um centro de skate em Riverside Park, após seu grupo começar a perder força. Anos mais tarde, foi criado um documentário chamado Deathbowl to Downtown, onde Kessler é um dos protagonistas.
Kessler morreu em 2009, aos quarenta e oito anos, após um ataque cardíaco induzido por uma reação alérgica a uma vespa, enquanto estava em Montauk.